# Albania en los Juegos Olímpicos de Milán-Cortina d'Ampezzo 2026
Albania participará en los Juegos Olímpicos de Milán-Cortina d'Ampezzo 2026. Responsable del equipo olímpico es el Comité Olímpico Nacional de Albania.